# Complesso nuragico di Sos Nurattolos
Il complesso nuragico di Sos Nurattolos è un sito archeologico sito nel comune di Alà dei Sardi, in provincia della Gallura Nord-Est Sardegna.

## Storia e descrizione
Databile tra il 1600 e il 900 a.C., è costituito da quattro edifici: una fonte sacra, un piccolo tempio a megaron e alcune capanne.
La fonte sacra, situata all’interno di un cortile circolare di forma irregolare dotato di accesso laterale a gradini, ha una pianta rettangolare con facciata in antis, e il vano del pozzo circolare conserva la copertura a tholos ancora intatta, mentre il retro è absidato. All’interno del cortile una capanna circolare in muratura, probabilmente un locale di servizio dedicato alle attività cultuali. Al centro si trova il pozzo, dove i pellegrini, prima di continuare il percorso, si purificavano.
Il secondo edificio è il tempio a megaron, dove si trova una grande capanna circolare dotata anch’essa di un vano rettangolare di ingresso prospiciente la camera. Qui il pellegrino sostava forse per un colloquio con i sacerdoti.
Sulla cima si trova il tempio, che conserva una regolarissima pianta rettangolare ed alte pareti aggettanti sia sulla facciata principale che sul retro. Il tempietto è circondato da un recinto ellittico che include una struttura muraria costituita da due ambienti circolari tangenti, uno dentro l’altro, forse i recinti in cui si chiudevano gli animali da sacrificare, o il luogo dove si consultavano gli oracoli: sembrerebbero simboleggiare la coppia divina Sole-Luna durante un’eclissi parziale di sole.